# Luke Durbridge
Luke Durbridge (Greenmount, 9 de abril de 1991) é um desportista australiano que compete no ciclismo nas modalidades de rota e pista.
Em estrada obteve sete medalhas no Campeonato Mundial de Ciclismo em Estrada entre os anos 2010 e 2022.
Ganhou uma medalha de ouro no Campeonato Mundial de Ciclismo em Pista de 2011, na prova de perseguição por equipas.

## Medalheiro internacional

### Ciclismo em estrada
| Campeonato Mundial | Campeonato Mundial          | Campeonato Mundial | Campeonato Mundial                |
| Ano                | Lugar                       | Medalha            | Competição                        |
| ------------------ | --------------------------- | ------------------ | --------------------------------- |
| 2010               | Melbourne ( Austrália)      | Medalha de prata   | Contrarrelógio sub-23             |
| 2011               | Copenhaga ( Dinamarca)      | Medalha de ouro    | Contrarrelógio sub-23             |
| 2012               | Valkenburg ( Países Baixos) | Medalha de bronze  | Contrarrelógio por equipas        |
| 2013               | Florença ( Itália)          | Medalha de prata   | Contrarrelógio por equipas        |
| 2014               | Ponferrada ( Espanha)       | Medalha de prata   | Contrarrelógio por equipas        |
| 2016               | Doha ( Catar)               | Medalha de bronze  | Contrarrelógio por equipas        |
| 2022               | Wollongong ( Austrália)     | Medalha de bronze  | Contrarrelógio por relevos mistos |

### Ciclismo em pista
| Campeonato Mundial | Campeonato Mundial         | Campeonato Mundial | Campeonato Mundial      |
| Ano                | Lugar                      | Medalha            | Competição              |
| ------------------ | -------------------------- | ------------------ | ----------------------- |
| 2011               | Apeldoorn ( Países Baixos) | Medalha de ouro    | Perseguição por equipas |

## Palmarés

### Estrada
| - 2010 - 2.º no Campeonato Mundial Contrarrelógio sub-23 - 2011 - Campeonato Mundial Contrarrelógio sub-23 - Chrono Champenois - 2012 - Campeonato da Austrália Contrarrelógio - Circuito de la Sarthe, mais 1 etapa - 1 etapa do Critério do Dauphiné - Tour de Poitou-Charentes, mais 1 etapa - Dúo Normando (junto a Svein Tuft) - 2013 - Campeonato da Austrália Contrarrelógio - Campeonato da Austrália em Estrada - 1 etapa do Circuito de la Sarthe - Dúo Normando (junto a Svein Tuft) - 2014 - 2.º no Campeonato da Austrália Contrarrelógio - Campeonato Oceânico em Estrada | - 2016 - Dúo Normando (junto a Svein Tuft) - 2017 - 2.º no Campeonato da Austrália Contrarrelógio - 1 etapa dos Três Dias de La Panne - 2018 - 2.º no Campeonato da Austrália Contrarrelógio - 2019 - Campeonato da Austrália Contrarrelógio - 2020 - Campeonato da Austrália Contrarrelógio - 2021 - 2.º no Campeonato da Austrália Contrarrelógio - 2022 - 2.º no Campeonato da Austrália Contrarrelógio - 2023 - 2.º no Campeonato da Austrália Contrarrelógio |

### Pista
- 2009
  - Campeonato da Austrália em perseguição por equipas (com Cameron Meyer, Travis Meyer e Michael Freiberg)

- 2010
  - Copa do Mundo de Melbourne (Austrália) em perseguição por equipas (com Cameron Meyer, Rohan Dennis e Micahel Hepburn) 
  - Copa do Mundo de Pequim (China) em perseguição por equipas (com Leigh Howard, Cameron Meyer e Michael Hepburn)

- 2011
  - Campeonato Mundial Perseguição por Equipas (com Jack Bobridge, Rohan Dennis e Michael Hepburn)  
  - Campeonato da Austrália de Pontuação

## Resultados em Grandes Voltas e Campeonatos do Mundo
Durante a sua carreira desportiva tem conseguido os seguintes postos nas Grandes Voltas e Campeonatos do Mundo:
| Corrida                | Corrida                | 2010 | 2011 | 2012 | 2013  | 2014 | 2015  | 2016  | 2017 | 2018  | 2019  | 2020 | 2021  | 2022  | 2023  |
| ---------------------- | ---------------------- | ---- | ---- | ---- | ----- | ---- | ----- | ----- | ---- | ----- | ----- | ---- | ----- | ----- | ----- |
|                        | Giro d'Italia          | —    | —    | —    | 142.º | Ab.  | 109.º | —     | —    | —     | 78.º  | —    | —     | —     | —     |
|                        | Tour de France         | —    | —    | —    | —     | —    | 151.º | 112.º | Ab.  | 118.º | 109.º | —    | 100.º | Ab.   | 130.º |
|                        | Volta a Espanha        | —    | —    | —    | —     | —    | —     | —     | —    | —     | —     | —    | —     | 112.º | —     |
| Mundial em Estrada     | Mundial em Estrada     | —    | —    | —    | —     | —    | Ab.   | Ab.   | Ab.  | —     | Ab.   | Ab.  | Ab.   | Ab.   | Ab.   |
| Mundial Contrarrelógio | Mundial Contrarrelógio | —    | —    | 21.º | —     | —    | 20.º  | 18.º  | —    | —     | 13.º  | 15.º | —     | —     | —     |

| —: Não participou | Ab: Abandono |

## Equipas
- Jayco (2010-2011)
  - Team Jayco-Skins (2010)
  - Team Jayco-AIS (2011)
- Orica/Mitchelton/BikeExchange (2012-)
  - Orica-GreenEDGE (2012-2016)
  - Orica-BikeExchange (2016)
  - Orica-Scott (2017)
  - Mitchelton-Scott (2018-2020)
  - Team BikeExchange (2021)
  - Team BikeExchange-Jayco (2022)
  - Team Jayco AlUla (2023-)